# John Barber
John Barber (1734 i Nottinghamshire – 1801) var en engelsk opfinder som i 1791 fik patent på en dampturbine.
Barber blev født i Nottinghamshire, men flyttede til Warwickshire i 1760erne for at stå i spidsen for kulværksarbejdet ved Nuneaton. Mellem 1766 og 1792 ansøgte han om flere patenter, blandt andet på en dampturbine. Selv om hans opfindelse ikke fik praktisk betydning, var det derimod den første skildring af princippet, og man har sidenhen konstrueret en fungerende turbine efter Barbers skitser.